# Alvar Lundgren
Alvar Edvin Albin Lundgren, född 7 juli 1906 i Borgstena, Älvsborgs län, död 6 mars 1982, var en svensk målare.
Han var son till stationsinspektoren Albin Lundgren och Hilma Werner och från 1935 gift med Lizzie Stadig. Lundgren studerade vid Konstgillets målarskola i Borås 1942–1943 och under ett antal studieresor till Norge, Danmark och Frankrike. Separat ställde han ut i ett flertal orter i Småland och Västergötland. Han medverkade i samlingsutställningar med Borås och Sjuhäradsbygdens konstförening. Hans konst består av landskapsmålningar utförda i olja eller tempera samt textilier i batik. Lundgren är representerad vid Grimslövs folkhögskola, Markaryds folkhögskola och seminariet i Växjö. Lundgren är gravsatt i minneslunden på Limhamns kyrkogård.  